# Nai Bonet
Nai Bonet là nghệ sĩ múa bụng, ca sĩ và diễn viên điện ảnh người Mỹ gốc Việt. Quê quán Sài Gòn có mẹ là người Việt Nam và cha là người Pháp, Bonet khởi đầu sự nghiệp chuyên nghiệp của mình ở tuổi 13, khi cô nổi bật với vai trò vũ công múa bụng trong một buổi biểu diễn tại Khách sạn Flamingo ở Las Vegas. Cô bắt đầu xuất hiện trong các bộ phim vào năm 1964 (thường đóng vai vũ công múa bụng), cũng như trên truyền hình, quảng cáo, chương trình tạp kỹ. Các bức ảnh của Bonet đã tô điểm cho một số hình bìa album và cô tiếp tục xuất hiện với tư cách là người đứng đầu câu lạc bộ đêm. Năm 1966, Bonet phát hành bài hát mới lạ Jelly Belly, và cô còn quay một video âm nhạc dành cho bài hát này được giới thiệu trên máy hát tự động video Scopitone.
Vào thập niên 1970, Bonet quyết định tập trung hoàn toàn vào sự nghiệp diễn xuất của mình, "Nhưng tôi không đi đến đâu trong các bộ phim," cô ấy nói vào năm 1978.  Sau khi hình thành, sản xuất và đóng vai chính trong hai bộ phim thất bại (Nocturna năm 1979 và Hoodlums năm 1980), Bonet đã giả từ sự nghiệp diễn xuất của mình.

## Đóng phim
| Năm đóng | Tên phim                         | Vai diễn                       | Ghi chú                                       |
| -------- | -------------------------------- | ------------------------------ | --------------------------------------------- |
| 1964     | Diary of a Bachelor              | Bachelorette                   |                                               |
| 1965     | John Goldfarb, Please Come Home! | Vũ công Đặc biệt               |                                               |
| 1965     | The Beverly Hillbillies          | Cô gái Harem đầu tiên          | Tập: The Sheik                                |
| 1965     | Boeing Boeing                    | Tiếp viên hàng không Air India | không được ghi nhận                           |
| 1966     | The Spy with a Cold Nose         | Belly Dancer                   |                                               |
| 1967     | Devil's Angels                   | Tanya                          |                                               |
| 1973     | Soul Hustler                     | Helena                         |                                               |
| 1973     | The Soul of Nigger Charley       | Anita                          |                                               |
| 1977     | The Greatest                     | Suzie Gomez                    |                                               |
| 1977     | Fairy Tales                      | Sheherazade                    |                                               |
| 1979     | Nocturna                         | Nocturna                       | còn gọi là Nocturna: Granddaughter of Dracula |
| 1980     | Hoodlums                         | Loretta                        | còn gọi là Gangsters                          |